# Квалификације за Европско првенство у фудбалу 2020 — група Б
Група Б квалификација за Европско првенство у фудбалу 2020. састојала се од пет репрезентација: Португал, Украјина, Србија, Литванија и Луксембург.
Репрезентације Украјине и Португала су као првопласиране и другопласиране репрезентације избориле директан пласман на првенство, док захваљујући ранг листи УЕФА Лиге нације 2018/19. у бараж је отишла репрезентација Србије.

## Табела
| Легенда |
| --- |
| Репрезентације које се квалификују у првом кругу                                                                                                 |
| Репрезентација која иде у бараж захваљујући учинку у Лиги нација 2018/19. након што нису завршили на првом или другом месту табеле у првом кругу |

| Табела групе Б | Табела групе Б | Табела групе Б | Табела групе Б | Табела групе Б | Табела групе Б | Табела групе Б | Табела групе Б | Табела групе Б | Табела групе Б |  |          |             |        |            |           |  | Домаћи | Домаћи | Домаћи | Домаћи | Домаћи | Домаћи | Домаћи | Гости | Гости | Гости | Гости | Гости | Гости | Гости |
|                | Репрезентација | И              | Д              | Н              | И              | ДГ             | ПГ             | ГР             | Бод.           |  | Украјина | Португалија | Србија | Луксембург | Литванија |  | И      | Д      | Н      | И      | ДГ     | ПГ     | Бод.   | И     | Д     | Н     | И     | ДГ    | ПГ    | Бод.  |
| 1.             | Украјина       | 8              | 6              | 2              | 0              | 17             | 4              | +13            | 20             |  | -        | 2:1         | 5:0    | 1:0        | 2:0       |  | 4      | 4      | 0      | 0      | 10     | 1      | 12     | 4     | 2     | 2     | 0     | 7     | 3     | 8     |
| 2.             | Португал       | 8              | 5              | 2              | 1              | 22             | 6              | +16            | 17             |  | 0:0      | -           | 1:1    | 3:0        | 6:0       |  | 4      | 2      | 2      | 0      | 10     | 1      | 8      | 4     | 3     | 0     | 1     | 12    | 5     | 9     |
| 3.             | Србија         | 8              | 4              | 2              | 2              | 17             | 17             | 0              | 14             |  | 2:2      | 2:4         | -      | 3:2        | 4:1       |  | 4      | 2      | 1      | 1      | 11     | 9      | 7      | 4     | 2     | 1     | 1     | 6     | 8     | 7     |
| 4.             | Луксембург     | 8              | 1              | 1              | 6              | 7              | 16             | -9             | 4              |  | 1:2      | 0:2         | 1:3    | -          | 2:1       |  | 4      | 1      | 0      | 3      | 4      | 8      | 3      | 4     | 0     | 1     | 3     | 3     | 8     | 1     |
| 5.             | Литванија      | 8              | 0              | 1              | 7              | 5              | 25             | -20            | 1              |  | 0:3      | 1:5         | 1:2    | 1:1        | -         |  | 4      | 0      | 1      | 3      | 3      | 11     | 1      | 4     | 0     | 0     | 4     | 2     | 14    | 0     |

## Резултати
| Луксембург                 | 2:1    | Литванија  |
| -------------------------- | ------ | ---------- |
| Бареиро 45’ · Родригез 55’ | Детаљи | Черних 14’ |

| Португал | 0:0    | Украјина |
| -------- | ------ | -------- |
|          | Детаљи |          |

| Луксембург | 1:2    | Украјина                            |
| ---------- | ------ | ----------------------------------- |
| Турпел 34’ | Детаљи | Циганков 40’ · Родригез 90+3’ (аг.) |

| Португал    | 1:1    | Србија          |
| ----------- | ------ | --------------- |
| Переира 42’ | Детаљи | Тадић 7’ (пен.) |

| Литванија     | 1:1    | Луксембург   |
| ------------- | ------ | ------------ |
| Новиковас 74’ | Детаљи | Родригез 21’ |

| Украјина                                               | 5:0    | Србија |
| ------------------------------------------------------ | ------ | ------ |
| Циганков 26’, 28’ · Конопљанка 46’, 75’ · Јаремчук 59’ | Детаљи |        |

| Србија                                      | 4:1    | Литванија            |
| ------------------------------------------- | ------ | -------------------- |
| Митровић 20’, 34’ · Јовић 35’ · Љајић 90+2’ | Детаљи | Новиковас 71’ (пен.) |

| Украјина    | 1:0    | Луксембург |
| ----------- | ------ | ---------- |
| Јаремчук 6’ | Детаљи |            |

| Литванија | 0:3    | Украјина                                   |
| --------- | ------ | ------------------------------------------ |
|           | Детаљи | Жинченко 7’ · Марлос 27’ · Малиновскиј 62’ |

| Србија                        | 2:4    | Португал                                          |
| ----------------------------- | ------ | ------------------------------------------------- |
| Миленковић 68’ · Митровић 85’ | Детаљи | Карваљо 42’ · Гедес 58’ · Роналдо 80’ · Силва 86’ |

| Литванија             | 1:5    | Португал                                         |
| --------------------- | ------ | ------------------------------------------------ |
| Андријушкевичијус 28’ | Детаљи | Роналдо 7’ (пен.), 62’, 65’, 76’ · Карваљо 90+2’ |

| Луксембург | 1:3    | Србија                          |
| ---------- | ------ | ------------------------------- |
| Турпел 66’ | Детаљи | Митровић 36’, 78’ · Радоњић 55’ |

| Португал                            | 3:0    | Луксембург |
| ----------------------------------- | ------ | ---------- |
| Силва 16’ · Роналдо 65’ · Гедес 89’ | Детаљи |            |

| Украјина             | 2:0    | Литванија |
| -------------------- | ------ | --------- |
| Малиновскиј 29’, 58’ | Детаљи |           |

| Литванија      | 1:2    | Србија            |
| -------------- | ------ | ----------------- |
| Казлаускас 79’ | Детаљи | Митровић 49’, 53’ |

| Украјина                     | 2:1    | Португал           |
| ---------------------------- | ------ | ------------------ |
| Јаремчук 6’ · Јармоленко 27’ | Детаљи | Роналдо 72’ (пен.) |

| Португал                                                             | 6:0    | Литванија |
| -------------------------------------------------------------------- | ------ | --------- |
| Роналдо 7’ (пен.), 22’, 65’ · Пици 52’ · Пасијенсија 56’ · Силва 63’ | Детаљи |           |

| Србија                          | 3:2    | Луксембург                |
| ------------------------------- | ------ | ------------------------- |
| Митровић 11’, 43’ · Радоњић 70’ | Детаљи | Родригез 54’ · Турпел 75’ |

| Луксембург | 0:2    | Португал                    |
| ---------- | ------ | --------------------------- |
|            | Детаљи | Фернандес 39’ · Роналдо 86’ |

| Србија                         | 2:2    | Украјина                      |
| ------------------------------ | ------ | ----------------------------- |
| Тадић 9’ (пен.) · Митровић 56’ | Детаљи | Јаремчук 32’ · Бесједин 90+3’ |

## Стрелци
11 голова
| - Кристијано Роналдо |

10 голова
| - Александар Митровић |

4 гола
| - Роман Јаремчук |

3 гола
| - Давид Турпел - Жерсон Родригез | - Бернардо Силва - Виктор Циганков | - Руслан Малиновскиј |

2 гола
| - Арвидас Новиковас - Вилијам Карваљо | - Гонсало Гедес - Душан Тадић | - Немања Радоњић - Јевхен Конопљанка |

1 гол
| - Витаутас Андријушкевичијус - Донатас Казлаускас - Федор Черних - Леандро Бареиро - Бруно Фернандес | - Гонсало Пасијенсија - Данило Переира - Пици - Адем Љајић - Лука Јовић | - Никола Миленковић - Андриј Јармоленко - Артјом Бесједин - Марлос - Олександар Зинченко |

Аутогол
| - Жерсон Родригез (против Украјине) |